# Браганса (окръг)
Вижте пояснителната страница за други значения на Браганса.
Браганса е един от 18-те окръга на Португалия. Площта му е 6599 квадратни километра, а населението – 124 121 души (по приблизителна оценка от декември 2019 г.). Разделен е допълнително на 12 общини, които са разделени на 299 енории. Административен център е град Браганса.